# Жальское
Жальское — деревня в Чеховском районе Московской области, в составе муниципального образования сельское поселение Стремиловское (до 28 февраля 2005 года входила в состав Стремиловского сельского округа), деревня связана автобусным сообщением с райцентром и соседними населёнными пунктами.

## Население
| 2002 | 2006 | 2010 |
| ---- | ---- | ---- |
| 1    | ↗6   | ↗12  |

## География
Жальское расположено примерно в 11 км на запад от Чехова, на безымянном ручье бассейна реки Никажель (правый приток Лопасни), высота центра деревни над уровнем моря — 178 м. На 2016 год в Жальском зарегистрированы 4 садовых товарищества.